# Dolnja Bistrica
Dolnja Bistrica – wieś w Słowenii, w gminie Črenšovci. W 2018 roku liczyła 539 mieszkańców.